# کراویچه
کراویچه (به صربی: Kraviće) یک منطقهٔ مسکونی در صربستان است که در Raška واقع شده‌است. کراویچه ۱۸۷ نفر جمعیت دارد.